# 黎文孝
黎文孝（1954年1月1日—），前南澳州總督，生於南越的他是南澳州首位亞裔總督。
黎文孝同時出任多項公職，包括南澳州多文化及民族事務委員會主席（SAMEAC）、在2007至2014年間，曾出任南澳州副總督。

## 早年生涯
黎文孝在1954年1月1日於南越廣治省出生，其後與家人移居至大叻，畢業於大叻大學院。1977年11月，黎文孝決定逃離被北越佔領的家園，以難民身份與其妻黎方蘭及其餘四十人乘船抵達澳洲達爾文。而黎文孝兩個兒子則命名自澳州板球運動員唐納德·布萊德曼和侯錦仁（Kim Hughes）。

## 職業生涯
黎文孝抵達澳洲後，進入阿德萊德大學修讀工商管理及經濟學。畢業後，他在澳洲證券及投資委員會工作，直至2009年退休。 澳洲會計師公會、澳新金融服務業協會成員。

## 總督生涯
黎文孝在2014年6月26日獲任命接替施嘉麒，出任第35任南澳州總督，並在2014年9月1日出任，2019年獲延任兩年。作為一名天主教徒，他將其難民經歷歸功於其宗教信仰。

## 榮譽
黎文孝在2001年獲頒澳洲百年勳章，以表揚他在澳洲推動多文化的工作。其後在2010年獲授澳洲官佐勳章（AO），在2016年晉授更高級別的澳洲同伴勳章（AC）。 黎文孝分別在2008年及2011年獲母校阿德萊德大學和弗林德斯大學獲頒社會榮譽博士學位。

## 資料來源與註釋
1. ↑  Martin, Sarah. . The Australian. 2 September 2014  [2 October 2014]. （原始内容存档于2014-10-10）.
2. ↑  Holderhead, Sheradyn. . The Advertiser (News Limited). 26 June 2014  [27 June 2014].
3. ↑  . ABC News. 26 June 2014  [27 June 2014]. （原始内容存档于2017-04-04）.
4. 1 2   (PDF) (新闻稿). Government of South Australia. Premier of South Australia. 26 June 2014  [27 June 2014]. （原始内容 (PDF)存档于2015-09-24）.
5. ↑  . news.com.au. 13 February 2012  [30 June 2014]. （原始内容存档于2014-10-07）.
6. ↑  DiGirolamo, Rebecca. . The Southern Cross.   [18 December 2014]. （原始内容存档于2014年12月18日）.
7. ↑  . It's An Honour. Government of Australia.   [27 June 2014]. （原始内容存档于2016-09-27）.
8. ↑  Gibson, Candy. . Adelaidean. The University of Adelaide. March 2009  [2017-12-20]. （原始内容存档于2017-12-22）.
9. ↑  Queen's Birthday honours: SA Governor Hieu Van Le recognised with Companion Order （页面存档备份，存于） ABC News, 13 June 2016. Retrieved 13 June 2016.

## 外部連結
- 南澳州總督府網站：黎文孝閣下（页面存档备份，存于）
- 南澳州多文化及民族事務委員會：黎文孝先生
- 從難民成為副總督
- 澳洲廣播公司：斯德特莱恩 的面试 在 ABC